# عبير اسبر
عبير داغر إسبر (1 ديسمبر 1974 -) هي كاتبة روائية ومخرجة وفنانة تشكيلية سورية. مقيمة في كندا، بعد إجازة في الآداب من قسم اللغة الإنكليزيّة في جامعة دمشق. عملت بين عامي 2002 و2012 مساعدة مخرج تحت إدارة مخرجين مثل هيثم حقي ويسري نصر الله. كتبت وأخرجت العديد من الأفلام الوثائقيّة والروائيّة من بينها مسلسل «العبور» في عام 2013.

## من مؤلفاتها
- رواية: «سقوط حر».[1]
- رواية: «لولو».
- رواية: «منازل الغياب».
- رواية: «قصص ورق».[2]
- رواية: «ورثة الصمت».[3]

## جوائز
- رواية: «لولو»، التي نالت المرتبة الأولى في جائزة حنّا مينه للرواية في سوريا عام 2003.
- رواية: «منازل الغياب»، التي حصلت على الجائزة الأولى في احتفالية دمشق عاصمة للثقافة العربية عام 2008.